# Chiesa dei Santi Nazario e Celso (Torre Pallavicina)
La chiesa dei Santi Nazario e Celso è un edificio di culto di Villanova, frazione di Torre Pallavicina, in provincia di Bergamo e diocesi di Cremona; fa parte della zona pastorale 1 ed è sussidiaria della chiesa di Santa Maria in Campagna.

## Storia
La chiesa ha una storia antichissima, edificata nel XII secolo risulta fosse inserita nella pieve di San Vittore di Calcio. Il territorio fu molto conteso, nei primi secoli del secondo Millennio, passando di proprietà del monastero di Santa Giulia di Brescia e successivamente di San Lorenzo di Cremona. Il territorio fu devastato dalle guerre intestine tra le famiglie delle contrapposte fazioni guelfe e ghibelline
L'edificio fu modificato nel 1340 in stile gotico. Nel 1797 con la Repubblica Cisalpina il territorio fu inserito nella provincia di Bergamo con la chiesa appartenente alla diocesi di Cremona. L'edificio di culto fu restaurato negli anni '70 del Novecento riportando alcune parti nella sua conformazione originale, compreso la demolizione della sagrestia che risulta non fosse presente nel 1601, ma edificata successivamente, quindi rimossa per riportare il tempio il più possibile alla sua struttura originale.

## Descrizione

### Esterno
L'edificio, posto in località Villanuova, è frontalmente anticipato da un grande prato, mentre il lato a sud è lambito dalla strada provinciale n.107. Nell'aspetto onserva, malgrado le molte modifiche, l'antico aspetto romanico.
La facciata a capanna in laterizio ospita centralmente l'ingresso principale a sesto acuto con contorno sempre in laterizio. La parte superiore è completa di un oculo sempre con contorno in laterizio a sguscio. Il tetto a due falde è coronato da una croce ferrea posta nella parte culminante. Il portale conserva la data del 1340 incisa su una pietra, data in cui probabilmente fu ristrutturata e riformulata la parte esterna.
Di particolare interesse è però l'abside romanica, con tre monofore strombate originali, così come originali sono i muri laterali composti da strati in ciottolato alternati con altri in mattoni. Due coppie di monofore sono poste su entrambe le pareti. Un ingresso laterale, poi murato, si presenta nella sua conformazione originale.

### Interno
L'interno a unica navata a pianta rettangolare, si presenta in stile gotico dalle modifiche eseguite nel Trecento. Il soffitto a capriate lignee risalirebbe all'originale edificio del Seicento, come indicati nella relazione della visita pastorale del 1601 del vescovo di Cremona Cesare Speciano che furono ripristinate nei restauri del XX secolo.